# Tennistoernooi van Sydney 2015

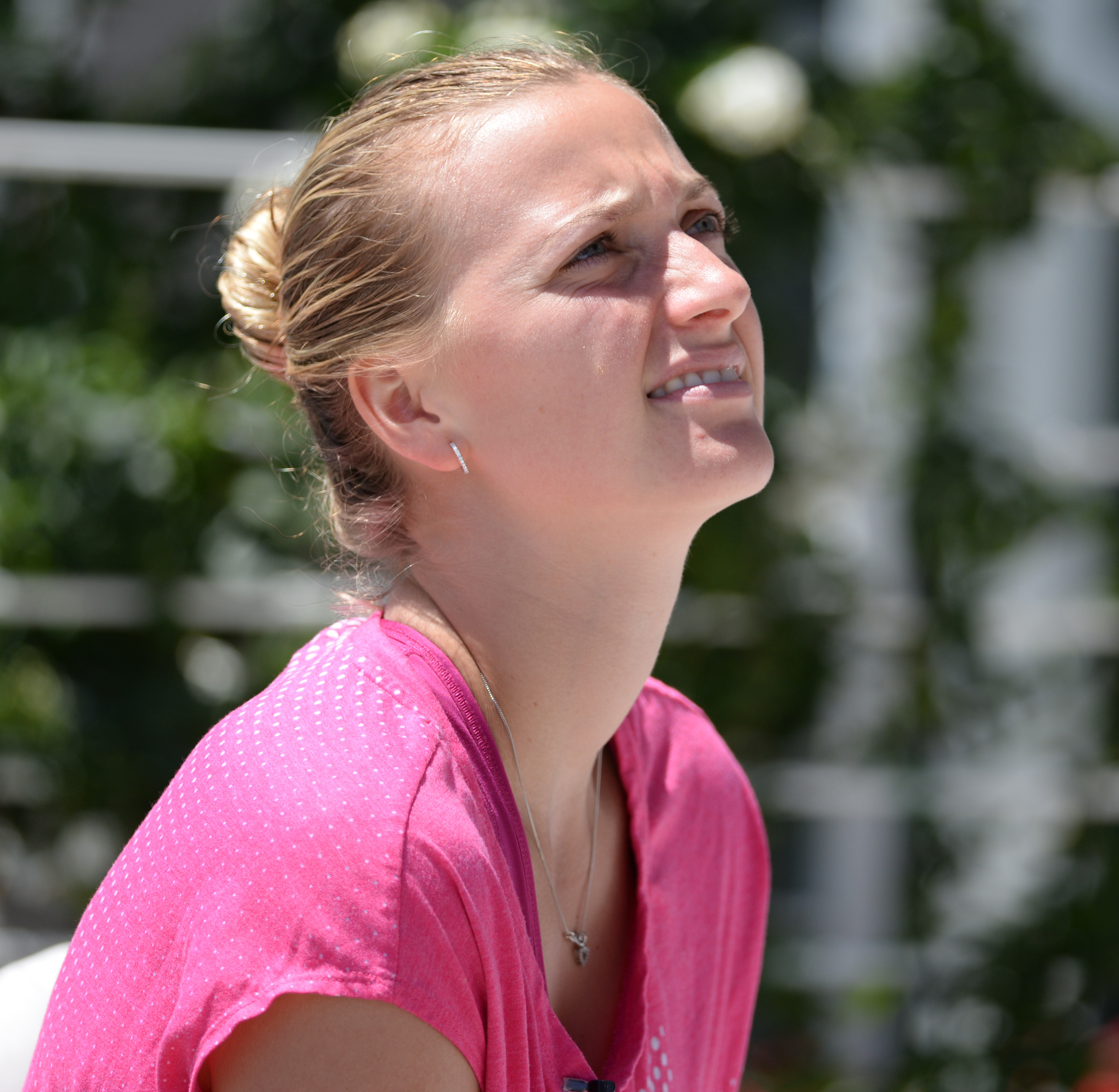
Petra Kvitová, winnares bij de vrouwen

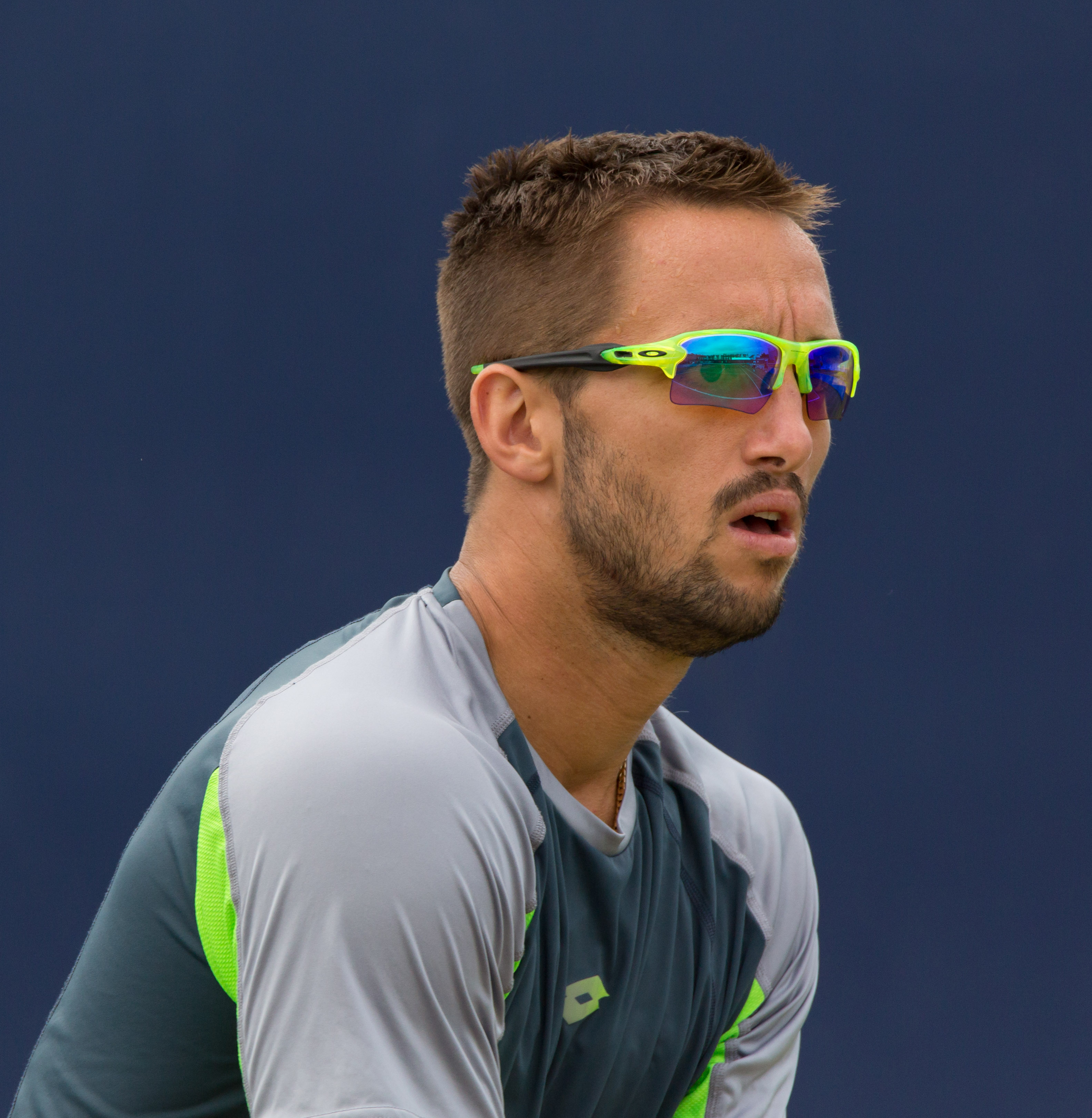
Viktor Troicki, winnaar bij de mannen

Het tennistoernooi van Sydney van 2015 werd van 11 tot en met 17 januari 2015 gespeeld op de hardcourt-buitenbanen van het Olympic Park Tennis Centre in de Australische stad Sydney. De officiële naam van het toernooi was Apia International Sydney. Het was de 123e editie van het toernooi.
Het toernooi bestond uit twee delen:
- WTA-toernooi van Sydney 2015, het toernooi voor de vrouwen (11–16 januari)
- ATP-toernooi van Sydney 2015, het toernooi voor de mannen (12–17 januari)

## Toernooikalender
| vrouwenenkelspel  | 1e ronde       | 1e ronde | 2e ronde | kwartfinale | halve finale | finale       |        |
| vrouwendubbelspel |                | 1e ronde | 1e ronde | 2e ronde    | halve finale | finale       |        |
| mannenenkelspel   | (kwalificatie) | 1e ronde | 1e ronde | 2e ronde    | kwartfinale  | halve finale | finale |
| mannendubbelspel  |                |          | 1e ronde | 2e ronde    | 2e ronde     | halve finale | finale |

ATP-toernooi van Sydney – WTA-toernooi van Sydney

Toernooien sinds 1990:
1990 · 1991 · 1992 · 1993 · 1994 · 1995 · 1996 · 1997 · 1998 · 1999 · 2000 · 2001 · 2002 · 2003 · 2004 · 2005 · 2006 · 2007 · 2008 · 2009 · 2010 · 2011 · 2012 · 2013 · 2014 · 2015 · 2016 · 2017 · 2018 · 2019 · 2020 · 2021 · 2022